# Kup Hrvatske u ragbiju 2024.
Kup Hrvatske u ragbiju za 2024. godinu je igran u proljeće 2024. 
 
Kup je osvojio "Sinj"'. 

## Rezultati

### Poluzavršnica
| datum            | mjesto                                       | klub1          | rez.  | klub2  | napomene               | izvještaj | izvori |
| ---------------- | -------------------------------------------- | -------------- | ----- | ------ | ---------------------- | --------- | ------ |
| 6. travnja 2024. | Zagreb, SRC Mladost                          | Mladost Zagreb | 39:24 | Zagreb |                        |           |        |
| 6. travnja 2024. | Sinj, SC "Ivica Poljak Sokol i Andrija Alčić | Nada Split     | 19:45 | Sinj   | "Nada" domaćin u Sinju |           |        |

### Završnica
| datum             | mjesto              | klub1          | rez.  | klub2 | napomene              | izvještaj | izvori |
| ----------------- | ------------------- | -------------- | ----- | ----- | --------------------- | --------- | ------ |
| 20. travnja 2024. | Zagreb, SRC Mladost | Mladost Zagreb | 10:52 | Sinj  | "Sinj" pobjednik kupa |           |        |

## Vanjske poveznice
- rugby.hr